# ONE PIECE THE MOVIE 喬巴身世之謎：冬季綻放、奇跡的櫻花
《ONE PIECE THE MOVIE 喬巴身世之謎：冬季綻放、奇跡的櫻花》是於2008年上映的第9部《ONE PIECE》電影版。曾獲得第32屆日本電影金像獎殊榮。

## 製作
《ONE PIECE》的製作人員將最受歡迎的原作漫畫中磁鼓島篇（喬巴篇）電影化，重新繪製成這套劇場版，與原作不同在於這次劇場版，是一種平行世界的改編方式，因此在劇情上與原作有區別。

### 與原作的區別
1. 原作中的薇薇和跑得快並未在本劇場版中出場，取而代之的是妮可·羅賓和佛朗基。
2. 草帽海賊團的船在原作中是前進梅利號，劇場版則改為千陽號。
3. 原作中薇薇的戲份則主要由羅賓取代。
4. 瓦波爾一方增加了原創角色「姆修鲁」。
5. 多尔顿的「牛牛果实」能力沒有在劇場版中展现。

## 劇情
草帽海賊團的航海士娜美突然病倒了，一行人在沒有船醫的情況下，來到了有醫療大國之稱的磁鼓島，雖然他們一到達磁鼓王國便立即開始尋找醫生，但不幸的是，島上所有的醫生皆因現任國王瓦波爾的惡政而遭到放逐，只剩下一位技術高超的139歲女醫生Dr.古蕾娃住在磁鼓山上。於是，魯夫只好背著娜美，前往雪山城堡途中，遇上巨大兔子的襲擊，又遇上雪崩。魯夫等人終到達了山頂城堡，在那裡他們發現女醫生身旁一隻有著藍色鼻子、精通人類語言而且還會用雙腳站立的馴鹿多尼多尼·喬巴。
最後幫助他們的是和Dr.古蕾娃醫生學習醫術的藍鼻子麋鹿喬巴。後來正當追問喬巴希望牠能成為他們的夥伴時，竟被炮彈襲擊，捨棄國家而逃亡的極惡國王瓦波爾，帶著擁有惡魔果實能力的哥哥姆休魯返回國土。Dr.古蕾娃為了搶回被攻佔的城堡而開始了總攻擊，被瓦波爾打斷的海賊旗，是與喬巴形同父子的並替牠命名，同時也是牠唯一摯友的Dr.西爾爾克，為了宣誓夢想而掛起的旗子，是面非常重要的旗子。魯夫對著嘲笑並踐踏別人夢想的瓦波爾發出怒吼「這不是你能帶著玩笑心情折斷的旗子」傾注在海賊旗上，一個男人的熱情。現在，他们將要在這座島上造就奇蹟。

## 登場人物

### 原作人物
| 角色名稱        | 配音員     | 配音員     | 配音員     |            |
| 角色名稱        | 日本       | 臺灣       | 香港       |            |
| 草帽海賊團      | 草帽海賊團 | 草帽海賊團 | 草帽海賊團 | 草帽海賊團 |
| --------------- | ---------- | ---------- | ---------- | ---------- |
| 蒙其·D·魯夫     | 田中真弓   | 詹雅菁     | 周恩恩     |            |
| 羅羅亞·索隆     | 中井和哉   | 宋克軍     | 張振聲     |            |
| 娜美            | 岡村明美   | 許淑嬪     | 鄭家蕙     |            |
| 騙人布          | 山口勝平   | 符爽       | 黃啟明     |            |
| 賓什莫克·香吉士 | 平田廣明   | 孫中台     | 李家傑     |            |
| 妮可·羅賓       | 山口由里子 | 許淑嬪     | 王慧珠     |            |
| 佛朗基          | 矢尾一樹   | 符爽       | 柯偉聰     |            |
| 磁鼓王國        |            |            |            |            |
| 多尼多尼·喬巴   | 大谷育江   | 詹雅菁     | 鄧潔麗     |            |
| Dr.希爾爾克     | 牛山茂     | 孫中台     |            |            |
| Dr.古蕾娃       | 野澤雅子   | 許淑嬪     | 鄧潔麗     |            |
| 多魯頓          | 小野健一   | 孫中台     | 李家傑     |            |
| 瓦波爾          | 島田敏     | 曹冀魯     | 黃啟明     |            |
| 傑斯            | 沼田祐介   | 曹冀魯     |            |            |
| 克羅馬利蒙      | 乃村健次   | 符爽       |            |            |
| 蔥熊瑪利亞      | 齊藤貴美子 | 詹雅菁     |            |            |
| 其他            |            |            |            |            |
| 旁白            | 大場真人   | 孫中台     | 黃啟明     |            |

### 本作人物
姆休魯
聲優：御法川法男（日本）；宋克軍（台灣）
電影原創角色，瓦波爾的哥哥，和瓦波爾一樣野心極大，被先代的王放逐到火之國。超人系「菇菇果實」（菌菌果實）能力者，蘑菇人。最後被魯夫打敗。

## 工作人員
- 原作·企劃合作：尾田榮一郎
- 監督·畫素描筆：志水淳兒
- 畫素描筆合作：龜垣一
- 脚本：上坂浩彦
- 美術監督：平間由香
- 人物設計・作畫監督：舘直樹
- 作畫監督輔佐：島貫正弘、真庭秀明、井手武生
- 原畫：西田達三、山下高明、森久司、田中宏紀、林裕己、舘直樹、真庭秀明、井手武生
- 音樂：田中公平

## 音樂
- 「またね（日语：またね featuring ルフィ、ナミ、ゾロ、ウソップ、サンジ、チョッパー、ロビン、フランキー、ヒルルク、くれは）」

作詞：吉田美和 / 作曲：中村正人・吉田美和 / 編曲：中村正人 / 主唱：DREAMS COME TRUE

## 外部連結
- （日語）2008劇場版ワンピース 公式サイト（页面存档备份，存于）
- 航海王 THE MOVIE 喬巴身世之謎　冬季錠放、奇跡的桜花 中文官方網站